# Sistema vocalico siciliano
Il sistema vocalico della lingua siciliana e di tutti i dialetti italiani meridionali estremi (detto anche sistema pentavocalico siciliano o vocalismo siciliano) è formato, da un punto di vista fonologico, principalmente da cinque fonemi /a, ɛ, i, ɔ, u/ (/ɛ, ɔ/ vengono dette anche "e/o aperta"), al quale corrispondono le cinque vocali grafiche tradizionali: ⟨a, e, i, o, u⟩. Tuttavia, in certe varietà si trova pure [ə], la vocale centrale media; [ʊ], la vocale quasi posteriore quasi chiusa arrotondata; e [ɪ], la vocale quasi anteriore quasi chiusa non arrotondata. Lo schema finale pertanto è il seguente:
|                          | Anteriore | Quasi anteriore | Centrale | Quasi posteriore | Posteriore |
| ------------------------ | --------- | --------------- | -------- | ---------------- | ---------- |
| Alta (chiusa)            | i         |                 |          |                  | u          |
| Semi-alta (quasi chiusa) |           | ɪ               |          | ʊ                |            |
| Media                    |           |                 | ə        |                  |            |
| Medio-bassa (semiaperta) | ɛ         |                 |          |                  | ɔ          |
| Bassa (aperta)           |           |                 | a        |                  |            |

Oltre ai fonemi vocalici siciliani, possiamo individuare due fonemi "semivocalici" o "semiconsonantici" /j, w/, che occorrono necessariamente insieme a vocali nella costituzione di sillabe con dittonghi (o più raramente con trittonghi). Nell'Alfabeto fonetico internazionale, tuttavia, questi due suoni sono identificati come consonanti approssimanti.
Questo sistema può essere rappresentato mediante un triangolo, inserito in un quadrilatero. I lati superiore e inferiore del quadrilatero, suddivisi da linee verticali, indicano lo spazio tra il palato e il velo entro il quale si muove orizzontalmente il dorso della lingua.
Gli spazi creati dalle linee orizzontali, dei lati destro e sinistro, indicano il diverso grado di elevazione che la lingua può assumere nella cavità orale per la pronuncia dei suoni vocalici.

## Origine della particolarità fonetica siciliana
Non si conosce l'esatta ragione del fenomeno, ma la questione è ancora molto dibattuta. Tra le teorie più popolari, c'è quella di una tarda latinizzazione della Sicilia, oppure quella di un bilinguismo in Sicilia, Calabria, Salento e Cilento di dialetti ellenici e neolatini.